# Air Rum
Air Rum fue una aerolínea de Sierra Leona con base en Amán, Jordania. Proporcionaba alquiler de aviones y servicios chárter. Su principal base de operaciones era el Aeropuerto Internacional Queen Alia, Amán.
La aerolínea se encontraba en la lista de aerolíneas prohibidas en la Unión Europea.

## Historia
La aerolínea fue fundada en 2002 por Mohammad Abu Sheikh (presidente y director general).
La aerolínea cesó sus operaciones en 2008.

## Incidentes y accidentes
El 20 de septiembre de 2005, un avión de Air Rum repleto de seguidores de fútbol  de Gambia en curso a Lima, Perú dijo quedarse sin combustible para así poder aterrizar en Piura.  Más tarde en el estadio de Piura', Gambia jugó contra Catar.

## Flota
La flota de Air Rum incluía los siguientes aviones (a 2010):
- 5 Lockheed L-1011 Tristar